# بشکرو
بشکرو نام منطقه‌ای کشاورزی در بخش کوخرد شهرستان بستک در غرب استان هرمزگان در جنوب ایران واقع شده‌است. 
بشکرو در دشت جنوبی در بادیه کوخرد قرار دارد.

## محدوده بشکرو
از شمال رودخانه مهران، از جنوب کوه پل تیر (کوه خآب)، از مغرب بک احمد و مزاجان، و از سمت مشرق به درواه کبوتردان و آسو محدود می‌گردد.

## کشاورزی
منطقه کشاورزی گسترده‌ای است و در زمین‌های آن جو و گندم وهندوانه و خَربُزَه و خیار و همه‌گونه سبزیجات کاشته می‌شود.
در بشکرو سد بزرگی وجود دارد که آن را «سدجاوید» می‌نامند، تمام سبزی‌کاری‌های منطقه بشکرو از آب این سد آبیاری می‌شود، در تمام مدت سال این سد آب دارد و کشاورزان از آب آن استفاده می‌کنند.

## سد جاوید
این سد در پایه کوه پل تیر کوه خآب از سمت شمال و در شمال نرگ گری کنار، و در سمت مغرب پشتخه گری کنار قرار دارد. این سد در سال ۱۹۷۹ میلادی توسط حاج اسماعیل جاوید بنیادگذاری شده‌است.

## فهرست منابع و مآخذ
- محمدیان، کوخری، محمد ، “ «به یاد کوخرد» “، ج۱. چاپ اول، دبی: سال انتشار ۲۰۰۲ میلادی.
- نگاره‌ها از: محمد محمدیان.
- الکوخردی، محمد، بن یوسف، (کُوخِرد حَاضِرَة اِسلامِیةَ عَلی ضِفافِ نَهر مِهران Kookherd, an Islamic District on the bank of Mehran River) الطبعة الثالثة، دبی: سنة ۱۹۹۷ للمیلاد.
- محمدیان، کوخردی، محمد ،  (شهرستان بستک و بخش کوخرد)   ، ج۱. چاپ اول، دبی: سال انتشار ۲۰۰۵ میلادی.